# Polomolok
Polomolok è una municipalità di prima classe delle Filippine, situata nella Provincia di South Cotabato, nella regione di Soccsksargen.
Polomolok è formata da 23 baranggay:
- Bentung
- Cannery Site
- Crossing Palkan
- Glamang
- Kinilis
- Klinan 6
- Koronadal Proper
- Lam-Caliaf
- Landan
- Lapu
- Lumakil
- Magsaysay

- Maligo
- Pagalungan
- Palkan
- Poblacion
- Polo
- Rubber
- Silway 7
- Silway 8
- Sulit
- Sumbakil
- Upper Klinan